# 新解さんの謎
『新解さんの謎』（しんかいさんのなぞ）は、赤瀬川原平が1996年に著した随筆である。『新明解国語辞典』のユニークな語釈や用例を、紹介している。

## 概要
雑誌『文藝春秋』に発表した短編「フシギなフシギな辞書の世界」および「新明解国語辞典の謎」をもとに「第3章」を書き下ろし再構成された。
作中で引用されている『新明解国語辞典』は、初版第1刷、第2版第2刷、第3版第46刷、第4版第5刷及び同第22刷である。
「フシギなフシギな辞書の世界」は、雑誌『文藝春秋』編集部員の鈴木眞紀子が立案した企画だった。その鈴木眞紀子により、本作の実質的な続編として、『新明解国語辞典』第五版発売後に『新解さんの読み方』（1998年）、同第六版発売後に『新解さんリターンズ』（2005年）及び同第八版発売後に『『新明解国語辞典』第八版の研究』（2021年）が発表されている。

## 書誌情報

### 初出
- 赤瀬川原平「フシギなフシギな辞書の世界」『文藝春秋』第70巻第7号、文藝春秋、東京、1992年7月、388-395頁、doi:10.11501/3198586、全国書誌番号:00021363。
- 赤瀬川原平「新明解国語辞典の謎」『文藝春秋』第71巻第3号、文藝春秋、東京、1993年3月、378-387頁、doi:10.11501/3198595、全国書誌番号:00021363。

### 単行本
- 赤瀬川原平『新解さんの謎』文藝春秋、東京、1996年7月10日。ISBN 4-16-351790-1。OCLC 47340719。全国書誌番号:97006687。

雑誌『諸君!』に連載していた「紙がみの横顔」のうち、第24巻第6号（1992年6月号）から第26巻第12号（1994年12月号）に掲載された各編を、『紙がみの消息』に改題し併録している。

### 文庫版
- 赤瀬川原平『新解さんの謎』文藝春秋、東京〈文春文庫〉、1999年4月9日。ISBN 4-16-722502-6。OCLC 987299054。全国書誌番号:99079969。

## 関連書籍等
- 金田一京助、山田明雄、柴田武、山田忠雄 編『新明解国語辞典』（第四版）三省堂、東京、1989年11月10日。ISBN 4-385-13098-1。OCLC 271690166。全国書誌番号:90009845。
- 赤瀬川原平、ねじめ正一「赤瀬川原平×ねじめ正一「新解さん」は長嶋ファンか?」『本の話』第2巻第8号、文藝春秋、東京、1996年8月、68-71頁、全国書誌番号:00104592。
- 新解さん探検隊事務局「ようこそ「新解さん探検隊」へ」『本の話』第3巻第3号、文藝春秋、東京、1997年3月、38-43頁、全国書誌番号:00104592。
- 柴田武、赤瀬川原平、如月小春「三人で語る 新明解国語辞典（上）」『三省堂ぶっくれっと』第127巻、三省堂、東京、1997年11月、全国書誌番号:00028123、2021年10月24日閲覧。
- 柴田武、赤瀬川原平、如月小春「三人で語る 新明解国語辞典（下）」『三省堂ぶっくれっと』第128巻、三省堂、東京、1998年1月、全国書誌番号:00028123、2021年10月24日閲覧。
- 鈴木マキコ『新解さんの読み方』リトル・モア、東京、1998年4月。ISBN 4-947648-69-4。OCLC 859793786。全国書誌番号:99001107。
- 夏石鈴子『新解さんリターンズ』角川書店、東京〈角川文庫〉、2005年9月22日。ISBN 4-04-360403-3。OCLC 170063165。全国書誌番号:20886276。
- 夏石鈴子 (2011年12月7日). “時代に丁寧、新解さん「新明解国語辞典」第７版を読む”. 朝日新聞デジタル.   朝日新聞社. 2011年12月7日時点のオリジナルよりアーカイブ。2021年11月3日閲覧。
- 夏石鈴子「辞書が好き 宝さがしの魅力「新解さん」」『女性のひろば』第400号、日本共産党中央委員会、東京、2012年6月、94-98頁、ISSN 0387-9429、OCLC 931924065、全国書誌番号:00032974。
- 夏石鈴子「新解さんのこと、ずっと見てます」『望星』第46巻第2号、東海大学出版部、東京、2015年2月、33-39頁、ISSN 0288-9862、OCLC 40248918、全国書誌番号:02889862。
- 鈴木マキコ (2020年11月23日). “『新明解国語辞典』第八版の研究”. 文春オンライン.   文藝春秋. 2021年10月23日閲覧。